# Punamyocera oroyensis
Punamyocera oroyensis là một loài ruồi trong họ Tachinidae.